# Ітчигурт
Ітчигу́рт (рос. Итчигурт) — присілок у складі Увинського району Удмуртії, Росія.

## Населення
Населення — 16 осіб (2010; 13 в 2002).
Національний склад станом на 2002 рік:
- удмурти — 84 %

## Урбаноніми[3]
- вулиці — Трактова, Центральна